# Scolops osborni
Scolops osborni är en insektsart som beskrevs av Ball 1902. Scolops osborni ingår i släktet Scolops och familjen Dictyopharidae. Inga underarter finns listade i Catalogue of Life.